# Madrigueras
Madrigueras község Spanyolországban, Albacete tartományban. Lakosainak száma 4658 fő (2024).

## Földrajza
Madrigueras Albacete, Tarazona de la Mancha, Navas de Jorquera, Mahora, Motilleja és Villagarcía del Llano községekkel határos.

## Népesség
A település lakosságának változását az alábbi diagram mutatja:
| Lakosok száma | 4517 | 4581 | 4742 | 4938 | 4834 | 4739 | 4671 | 4652 | 4654 | 4658 |
|               | 2001 | 2004 | 2006 | 2009 | 2011 | 2014 | 2016 | 2019 | 2021 | 2024 |